# ماساهيكو موراتا
ماساهيكو موراتا (むらた雅彦 موراتا ماساهيكو) هو مخرج و رسام أنمي ياباني ولد في 8 أغسطس في محافظة سايتاما.

## أعماله في الأنمي

### مسلسلات أنمي تلفزيونية
- ميمونة ومسعود (تحريك الرسوم)
- تاما والأصدقاء (إخراج الرسوم المتحركة)
- سيريال إكسبيريمنتس لاين (رسم لوحة القصة, إخراج الحلقات)
- قرصانة الفضاء ميتو (رسم لوحة القصة, إخراج الحلقات)
- بوغيبوب فانتوم (رسم لوحة القصة, إخراج الحلقات)
- بي بليد (إخراج الحلقات)
- طوكيو أندرغراوند (رسم لوحة القصة)
- ناروتو (رسم لوحة القصة, إخراج الحلقات, الرسوم المفتاحية)
- ناروتو شيبودن (رسم لوحة القصة, إخراج الحلقات, إخراج الرسوم المتحركة, الرسوم المفتاحية)
- شيكاباني هيمي: أكا (الإخراج, رسم لوحة القصة, إخراج الحلقات)
- شيكاباني هيمي: كورو (الإخراج, رسم لوحة القصة, إخراج الحلقات)
- حضانة هانامارو (رسم لوحة القصة, إخراج الحلقات)
- أرشيف دانتاليان (رسم لوحة القصة, إخراج الحلقات)
- روك لي وأصدقائه النينجا (الإخراج (النصف الأول), الإشراف (النصف الثاني), رسم لوحة القصة, إخراج الحلقات, الرسوم المفتاحية)

### أوفا أنمي
- غرولانسر: ويفيرر أوف تايم (الإخراج)

### أفلام أنمي
- لوبين III : ديد أور لايف (إخراج الرسوم المتحركة)
- سايوكي Requiem (رسم لوحة القصة, إخراج المشاهد)
- فيلم ناروتو شيبودن: الروابط (الإخراج, رسم لوحة القصة, الرسوم المفتاحية)
- فيلم ناروتو شيبودن: البرج المفقود (الإخراج, رسم لوحة القصة, الرسوم المفتاحية)
- فيلم ناروتو شيبودن: سجن الدم (الإخراج, رسم لوحة القصة, الرسوم المفتاحية)